# Dan Ying
Dan Peter Ying, född den 17 november 1957 i Brämaregården i Göteborg, är en regissör och manusförfattare. Han har bland annat regisserat långfilmerna Sandarinernas sång och Hem ljuva hem, med bland andra Michael Nyqvist och Alexandra Rapaport i rollerna. Hem ljuva hem var för övrigt den första svenska långfilm som spelades in i det digitala filmformatet 24p.
Ying har även regisserat reklamfilmen för Microbike. Han medverkade i produktionen för Jägarna som slagsmålskoordinator.
Dan Ying är tvillingbror till filmfotografen Dick Ying.